# دربيدونكه (قرية)
دربيدونكه (بالكردية: دەربەندۆک)‏ هي قرية تقع في محافظة أربيل في إقليم كردستان العراق ضمن قضاء شقلاوة.
وتوجد في القرية كنيسة للقديس مار قرياقوس.

## تسمية
اسم القرية مشتق من الكلمة الكردية التي تعني "المكان المغلق".

## تاريخ
تأسست القرية في عام 1928 على يد الآشوريين الذين قدموا من مخيم اللاجئين في بعقوبة بعد أحداث الإبادة الجماعية الآشورية خلال الحرب العالمية الأولى، وكان معظمهم من عشيرة نوتشيا القادمة من شمدينلي في جبال حكاري بتركيا. وبحلول عام 1938، كانت القرية تضم 108 آشوريين موزعين على 15 عائلة.
في عام 1963، خلال أحداث الحرب العراقية الكردية الأولى، تعرضت القرية للهجوم، حيث قُتل وتم تهجير السكان الآشوريين على يد الأكراد الموالين للحكومة، والذين أعادوا توطين القرية لاحقًا. كما تم تدمير كنيسة مار قرياقوس خلال هذه الأحداث.

## شخصيات بارزة
- دنخا الرابع خننيا (1935–2015)، بطريرك كنيسة المشرق الآشورية
- ايمانويل كامبر (مواليد 1949)، عالم فيزياء آشوري